# Cerritos (Messico)
Cerritos è una municipalità dello stato di San Luis Potosí, nel Messico centrale, il cui capoluogo è la omonima località.
La popolazione della municipalità è di 21.394 abitanti (2010) e ha una estensione di 962,38 km².